# Hans Vlieghe
Hans Vlieghe (1939) es un historiador del arte que ha realizado diversos estudios sobre la pintura flamenca.
Ha escrito obras como Gaspar de Crayer, sa vie et ses oeuvres (Arcade, 1972), sobre Gaspar de Crayer, David Teniers der Ältere (Haentjes, Dekker & Gumbert, 1971), sobre David Teniers el Viejo y escrita junto a Erik Duverger, De schilder Rubens (Spectrum, 1977), Flemish Art and Architecture 1585-1700 (1998), Van Dyck 1599-1999: Conjectures and Refutations (Turnhout, 2001), sobre Anton van Dyck, o David Teniers the Younger (1610-1690). A Biography (Brepols Publishers, 2011), una biografía de David Teniers el Joven, entre otras.
También es autor de dos partes del Corpus Rubenianum Ludwig Burchard, un catálogo de obras de Peter Paul Rubens, en concreto Part VIII, Saints (Arcade, 1972) y Part XIX, Portraits of Identified Sitters Painted in Antwerp (1987).